# Ataenius holopubescens
Ataenius holopubescens är en skalbaggsart som beskrevs av Hinton 1938. Ataenius holopubescens ingår i släktet Ataenius och familjen Aphodiidae. Inga underarter finns listade.